# Kerepesdűlő
Kerepesdűlő Budapest egyik városrésze a VIII. kerületben.

## Fekvése

### Korábbi határai
Kerepesi út a Lóvásár utcától – Hungária körút – Könyves Kálmán körút – Kőbányai út – Orczy tér – Fiumei út – a 34589 és 34590 hrsz. telkek déli oldala – Lóvásár utca a Kerepesi útig.

### Mai határai
Fiumei út – Baross tér – Thököly út – Verseny utca – Dózsa György út – Kerepesi út – Asztalos Sándor út – Salgótarjáni utca.

## Története
Területe mintegy kétharmadát a Fiumei úti sírkert foglalja el. Emiatt, és – a korábban nagyobb részt lakatlan – ipari-kereskedelmi jellege miatt Budapest 1873-as megalakulásától egészen 1991-ig Kerepesi temetődűlő néven nevezték a környéket. A temető mellett található a (mára bezárt) Józsefvárosi pályaudvar, illetve a 2007-ben a korábbi lóversenypálya (ügető) helyén felépült Aréna Mall üzletközpont (Magyarország egyik legnagyobb ilyen jellegű épülete).
Egyéb ipari, kereskedelmi létesítmény a városrészben a józsefvárosi kínai piac. A Hungária körútnál található a Hidegkuti Nándor Stadion, az MTK pályája.
1982-83 között épült fel a Százados úti lakótelep a Keleti pályaudvarra bevezető vasút és a Hungária körút között.